# Stuck with You
«Stuck with You» (en español: «Pegado a ti») es una canción interpretada por la banda estadounidense de Huey Lewis and the News, compuesto por el guitarrista Chris Hayes y el vocalista Huey Lewis y publicado bajo por la empresa discográfica Chrysalis en 1986. Es el primer sencillo extraído del cuarto álbum de estudio Fore! y pasó tres semanas consecutivas en el primer puesto del Billboard Hot 100 desde el 20 de septiembre al 10 de octubre de 1986. Además fue el segundo número uno del grupo en el Hot 100, luego de «The Power of Love» en 1985. En el Reino Unido, la canción entró en el puesto número 12 de la lista UK Singles Chart.

## Videoclip
El vídeo musical de «Stuck with You» fue rodado en la isla de Roatan con la participación de Keely Shaye Smith. La isla en la que Lewis y Smith aparecen, es una pequeña isla que se encuentra a unos 10 kilómetros de Paradise Island en Nassau. El vídeo fue filmado en tierra, sobre el agua, bajo el agua y desde el aire. El resto de la banda, la tripulación y todos los extras utilizados en la escena de la fogata en la isla, tuvieron que permanecer en una barcaza amarrada fuera de la isla para no ser vistos.
El vídeo fue dirigido por Edd Griles, quien anteriormente había sido el director de «The Heart of Rock & Roll» del grupo, así como también de «Girls Just Want to Have Fun» y «Time After Time» de Cyndi Lauper.
Una versión instrumental de 8 bits de esta canción fue presentado como tema de cierre del episodio "The Creator", último episodio de la serie de animación "Sonic For Hire", producida por LowBrow Studios de 2010 a 2013.

## Lista de canciones
Sencillo de 7" HUEY 5 Reino Unido
1. «Stuck with You» – 4:29
2. «Don't Ever Tell Me That You Love Me» – 2:59

- Pista 2 remezclada por Jeff Henderickson.

Sencillo de 12" HUEYX 5 Reino Unido
1. «Stuck with You» – 4:29
2. «Don't Ever Tell Me That You Love Me» – 2:59
3. «The Heart Of Rock & Roll» (Live) – 5:10
4. «Trouble In Paradise» (Live) – 4:15

## Posicionamiento en listas
| Lista (1986)                     | Máxima posición |
| -------------------------------- | --------------- |
| Australian Singles Chart         | 2               |
| Austrian Singles Chart           | 23              |
| Belgian Singles Chart (Flanders) | 25              |
| Canadian Singles Chart           | 1               |
| Dutch Singles Chart              | 21              |
| Finnish Singles Chart            | 15              |
| French Singles Chart             | 46              |
| German Singles Chart             | 15              |
| Iceland Singles Chart            | 5               |
| Irish Singles Chart              | 11              |
| Italian Singles Chart            | 58              |
| New Zealand Singles Chart        | 2               |
| Poland Singles Chart             | 28              |
| South African Singles Chart      | 5               |
| Spanish Singles Chart            | 11              |
| Swedish Singles Chart            | 14              |
| Swiss Singles Chart              | 14              |
| UK Singles Chart                 | 12              |
| US Billboard Hot 100             | 1               |
| US Billboard Adult Contemporary  | 1               |
| US Billboard Album Rock Tracks   | 2               |
| Zimbabwe Singles Chart           | 1               |

| Lista (1986)                         | Posición |
| ------------------------------------ | -------- |
| Australian Singles (ARIA)            | 13       |
| New Zealand Singles (RIANZ)          | 16       |
| UK Singles (Official Charts Company) | 97       |
| US Top Pop Singles (Billboard)       | 21       |

### Sucesión
| Predecesor: «Take My Breath Away» de Berlin                       | Billboard Hot 100 sencillo número uno 20 de septiembre – 27 de septiembre de 1986 4 de octubre de 1986 | Sucesor: «When I Think of You» de Janet Jackson |
| Predecesor: «Friends and Lovers» de Gloria Loring y Carl Anderson | Canadian Singles Chart sencillo número uno 27 de septiembre de 1986                                    | Sucesor: «Rumors» de Timex Social Club          |